# عنکبوت‌های سیاه‌گوشی
عنکبوت‌های سیاه‌گوشی (نام علمی: Oxyopidae) نام یک تیره از فروراسته تارتنک‌ریختان است.